# Seven Arcs
Seven Arcs Corporation (яп. 株式会社セブン・アークス кабусикигайся сэбун а:кусу) — японская аниме студия.

## История
Компания основана 31 мая 2002 года (под этим названием), расположенная в Накано, Токио, Япония. Компания изначально занималась производством OVA жанра хентай с апреля 2000 года, имея на тот момент название Arcturus. Главным достижением студии в этот период стала OVA Triangle Heart: Sweet Songs Forever, не имевшая отношения к хентаю и получившая определённую популярность. После переименования в мае 2002 года в Seven Arcs компания занялась созданием анимационного сериала в той же вселенной Magical Girl Lyrical Nanoha, два сезона которого вышли в 2004—2005 годах и принесли ей широкую известность.
В 2012 году секция анимации была отколота, создав студию Seven Arcs Pictures, Co. Ltd. в качестве дочерней компании. С тех пор Seven Arcs занимался производством анимации и лицензированием. 26 декабря 2017 года компания была приобретена TBS.
К 2018 году компания выпустила в общей сложности 17 сезонов анимационных сериалов и 4 полнометражных анимационных фильма.

## Продукция компании

### Аниме-сериалы
- Magical Girl Lyrical Nanoha (2004)
- Magical Girl Lyrical Nanoha A’s (2005)
- Inukami! (2006)
- Magical Girl Lyrical Nanoha StrikerS (2007)
- Sekirei (2008)
- White Album (2009)
- Asura Cryin’ (2009)
- Asura Cryin’ 2 (2009)
- White Album 2 (2009)
- Sekirei: Pure Engagement (2010)
- Dog Days (2011)
- Dog Days’ (2012)
- Mushibugyou (2013)
- Trinity Seven (2014)
- ViVid Strike! (2016)
- Saredo Tsumibito wa Ryū to Odoru: Dances with the Dragons (2018)
- Nidome no Jinsei wo Isekai de (отменена)
- Bermuda Triangle: Colorful Pastorale (2019)

### OVA
- Night Shift Nurses (2000—2005)
- Triangle Heart: Sweet Songs Forever (2000)

### Фильмы
- Inukami! The Movie: Tokumei Reiteki Sōsakan Karina Shirō! (2007)
- Magical Girl Lyrical Nanoha The MOVIE 1st (2010)
- Magical Girl Lyrical Nanoha The MOVIE 2nd A’s (2012)
- Magical Girl Lyrical Nanoha Detonation (2018)